# 愛知高原国定公園

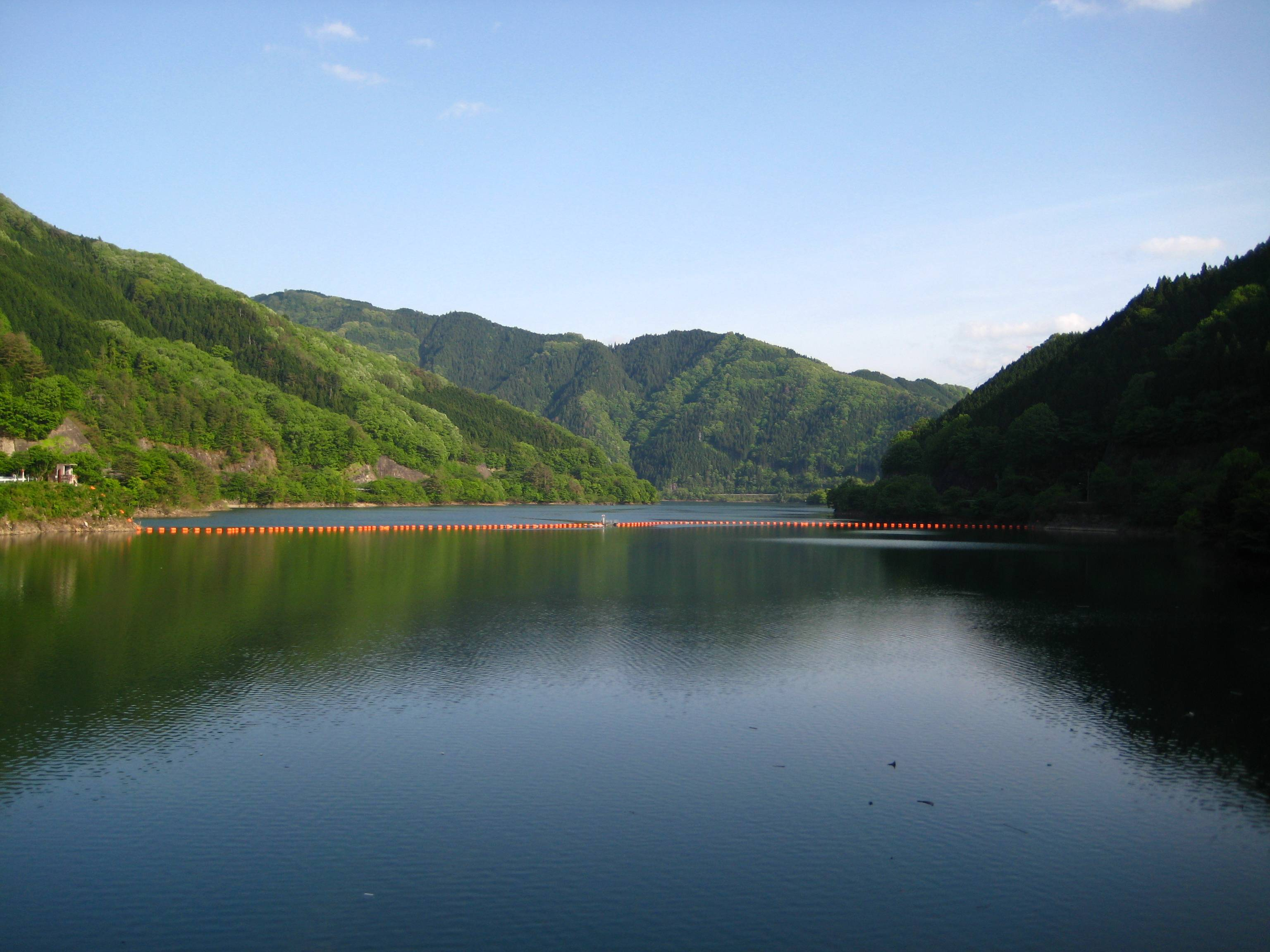
奥矢作湖

愛知高原国定公園（あいちこうげん こくていこうえん）は、愛知県豊田市と瀬戸市にまたがる国定公園。

## 概要
愛知県の内陸部を中心とした国定公園。飛騨木曽川国定公園と天竜奥三河国定公園に挟まる森林、渓谷、河川地帯を補完している。明治の森箕面国定公園や北九州国定公園などと同様、国立公園に準ずる景勝地としてより、大都市圏における緑地保護の意味合いが強い国定公園であり、東海自然歩道の設置構想によって、かつて県内に指定されてあった7箇所の県立自然公園を格上げして、国定公園とした経緯がある。愛知県内の国定公園では最も指定面積が広い。1970年12月28日に、揖斐関ヶ原養老国定公園・室生赤目青山国定公園・大和青垣国定公園と同時に指定。
主要な景勝地に香嵐渓、段戸山、猿投山、奥矢作湖、三河湖、長ノ山湿原などがある。植生はスギ、ヒノキなどの二次林が多いが、段戸裏谷といわれる添沢温泉一帯はモミの原生林が残る。
中京圏、三河圏における手軽な行楽地として親しまれており、公園利用者は非常に多い。本宮山や猿投山、定光寺、香嵐渓に近い香積寺など信仰の地も多く、文化的景観保護の意味合いも強い。

## 主な景勝地

### 愛岐丘陵近辺
- 定光寺
- 岩屋堂
- 猿投山

### 矢作川上流域
- 奥矢作湖
- 小渡温泉
- 笹戸温泉

### 足助-設楽- 三河湖に至る東海自然歩道近辺
- 段戸山
- 香嵐渓
- 長ノ山湿原
- 段戸高原（ごく一部のみ）
- 段戸裏谷（添沢温泉近辺）
- 三河湖